# Третья ойрато-маньчжурская война
Третья ойрато-маньчжурская война (Разгром Цинской империей Джунгарского ханства; Завоевание цинским Китаем Джунгарии) — война между ойратским Джунгарским ханством и маньчжурской империей Цин за гегемонию в степях Восточной Азии с последовавшим геноцидом ойратского народа на территории ханства.

## Предыстория
В 1745 году умер джунгарский хунтайджи Галдан-Цэрэн. У него в это время было три сына и несколько дочерей. Старшему сыну — Лама-Дорджи в год смерти отца исполнилось 19 лет, среднему — Цэван-Дорджи — 13, младшему — Цэван-Даши только минуло семь лет. Галдан-Цэрэн завещал трон среднему сыну, который в 1746 году и был провозглашен правителем под именем Аджа-Намжалу-хунтайджи, но ханствовал он недолго. В 1749 году в результате заговора он был свергнут с престола и убит, а правителем Джунгарии стал Лама-Дорджи, принявший титул Эрдэни-Лама-Батур-хунтайджи. Но и его правление не было длительным: титулованная ойратская знать не желала признавать его правителем — человека незнатного происхождения, побочного сына Галдан-Цэрэна, рожденного от наложницы. Возник новый заговор, имевший целью свержение Лама-Дорджи и возведение на ханский престол малолетнего Цэван-Даши. Заговор был раскрыт, его участники понесли суровое наказание.
Появился новый претендент на ханский престол — Дабачи (Даваци), происхождение которого давало ему преимущественное право на престолонаследие. Родовое владение Дабачи находилось в Тарбагатае, как и владение другого ойратского нойона — Амурсаны, с которым Дабачи был в тесной связи и дружбе. Первоначально Дабачи и Амурсана потерпели поражение в борьбе против Лама-Дорджи, и в 1751 году бежали к казахам. Через год они вернулись на родину и возобновили борьбу против Лама-Дорджи, который был ими убит в самом начале 1753 года. Повелителем ойратского ханства стал Дабачи. Однако ряд нойонов возвели на престол своего ставленника — Немеху-Джиргала, и в Джунгарии оказалось сразу два правителя. С помощью Амурсаны Дабачи низложил и убил конкурента.
Со времён окончания второй ойрато-маньчжурской войны Цинская империя внимательно наблюдала за ситуацией в Джунгарии. С ноября 1750 года ойраты начали перебегать из Джунгарии в Цинскую империю. Цинские власти щедро одаривали каждого перебежчика, предоставляя на первых порах налоговые и иные льготы, награждая представителей знати и чиновничества различными пышными титулами и званиями. Одновременно цинское правительство стало готовиться к новой войне, справедливо полагая, что при обострении внутренних противоречий Джунгарское ханство уже не сможет оказать эффективного сопротивления. В 1752 году подготовка к войне против ойратов усилилась. В Халхе был получен приказ о поголовной проверке и переписи всех без исключения мужчин, годных к военной службе, и их вооружения. На лето 1752 года в районе Эрдэни-Дзу был назначен смотр халхаских войск. Здесь была построена крепость, от стен которой до самой ойратской границы протянулась цепь постов и застав, где были использованы войска халхаских князей. С весны 1753 года на джунгарскую границу стали подтягиваться новые части цинской армии, снабженные артиллерией, значительными запасами вооружения, снаряжения и продовольствия.
Осенью 1753 года в Китай из Джунгарии перебежало более 3 тысяч ойратских семейств во главе с двумя внуками Галдан-Цэрэна. Цинские власти ускорили подготовку к походу против Джунгарии. В армию, предназначавшуюся к вторжению в Джунгарское ханство, наряду с маньчжурскими воинами стали широко привлекаться китайцы (ханьцы), южные монголы и халха-монголы, которым предстояло сражаться под началом маньчжуров. Цинское правительство открыто готовилось использовать благоприятно складывавшуюся обстановку, вторгнуться в Джунгарию и навсегда покончить с государством ойратских феодалов. На этот раз оно рассчитывало справиться с этой задачей собственными силами, поэтому не искало союзников на Волге и не просило помощи России.
Вскоре после воцарения Дабачи он рассорился с Амурсаной. Амурсана в 1754 году проиграл сражение, и бежал через Телецкое озеро, Кобдо и Улангом в Халху, где явился к цинским властям и заявил о своем желании служить Цинской династии. Его отправили в Пекин. При дворе Амурсану встретили с большой радостью. Цинская династия увидела в Амурсане удобное орудие в борьбе за осуществление своей заветной цели — уничтожение Джунгарского ханства.

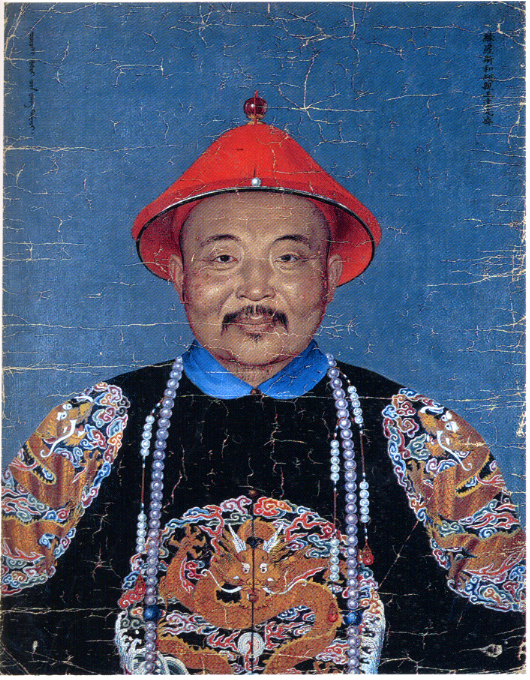
Даваци

Зима 1754 года в Цинской империи была заполнена грандиозными мобилизациями с целью завершить подготовку к вторжению в Джунгарию до начала весны 1755 года. Цинское командование решило посадить на лошадей всех воинов, что вызвало новую волну массовых принудительных реквизиций конского состава. Власти, не задумываясь, отбирали лошадей и верблюдов у пограничников, охранявших русско-китайскую границу в Забайкалье, останавливали купеческие караваны в пути, отнимали у них лошадей и верблюдов, бросая купцов на произвол судьбы. Все было подчинено подготовке к решающему наступлению. Каждый воин был вооружен ружьем, саблей, копьем, луком с 40 стрелами; армия располагала к тому же сильной артиллерией.
К весне 1755 года цинская армия вторжения была готова к походу. В её составе были не только маньчжурские, но и китайские войска, отряды южных монголов и халхасцев. Армия была разделена на две части. Одна из них составила северный отряд под командованием маньчжурского генерала Баньди. Отряд получил задание выступить из района Улясутая и двигаться в долину реки Боротала, перейдя реки Булугун, Чингиль, озеро Айрик-нор. Южному отряду под командованием маньчжурского генерала Юнхана было предписано двигаться к долине Боротала по дороге Баркуль — Урумчи. Каждый отряд имел сильные авангарды, которыми командовали ойратские князья, перебежавшие на сторону Цинской династии. Авангардом северного отряда командовал Амурсана.

## Цинское вторжение

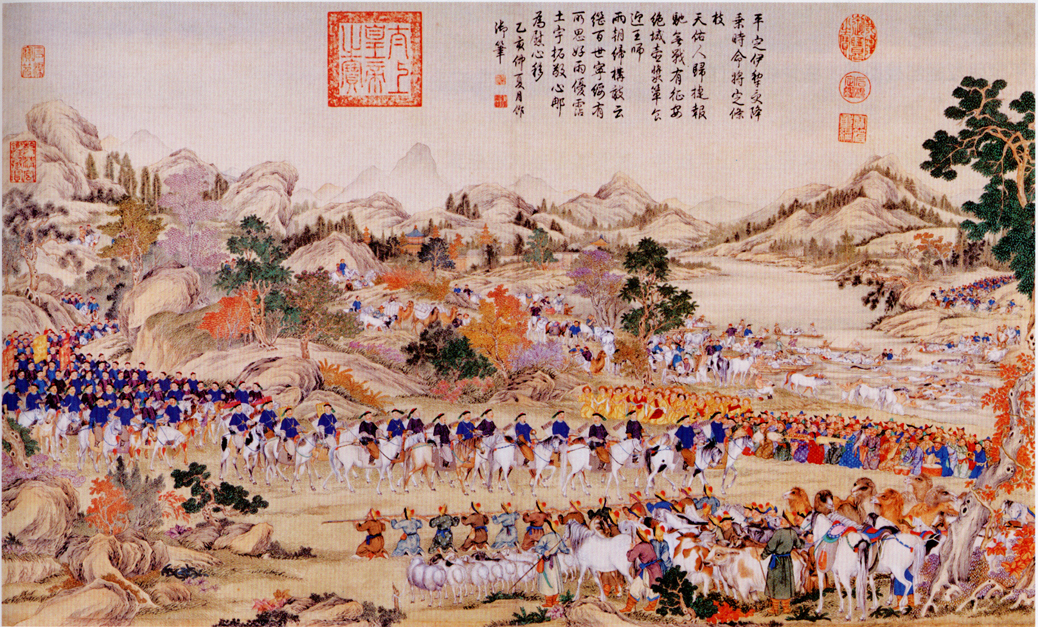
Цинские войска не встречая сопротивления, входят в пределы Джунгарии, в области реки Или

Весной оба отряда цинской армии (их общая численность составляла — по оценкам разных источников — от 90 до 200 тысяч человек) вступили на территорию Джунгарского ханства. В конце апреля оба отряда, соединившись в долине реки Боротала у озера Эбинор, подошли к реке Или, переправились через неё и двинулись дальше, не встретив ни малейшего сопротивления. Узнав, что с войском идёт Амурсана, многие ойраты переходили на сторону цинской армии.
Пытаясь остановить вторжение, Даваци отправил в Пекин посольство, предлагая мир и дружбу, но всё было тщетно. 14 мая авангард армии вторжения во главе с Амурсаной вступил в долину реки Текес, где вошел в соприкосновение с немногочисленными отрядами Даваци. Не приняв боя, хунтайджи бежал от Амурсаны, оставив в его руках жену и детей, и направился в сторону Кашгара. 8 июля его схватили мусульманские правители города Куча и передали в руки Амурсаны, который доставил пленника в ставку главнокомандующего цинской армией. Ойратские феодалы сдавались на милость победителей, простой народ, будучи измучен княжескими распрями, даже не пытался сопротивляться. Джунгарское ханство развалилось.

## Изменения административного устройства
Цинские власти распространили на Джунгарию общую административную систему, введённую ранее в завоёванных частях Монголии; институт всеойратского хана был упразднён. На обломках ханства цинские власти образовали 4 самостоятельных, независимых друг от друга княжества — Хойт, Дербет, Хошут и Чорос, правители которых были подчинены непосредственно Пекину. Завершив войну, цинские власти стали срочно выводить войска и распускать их по домам, ибо содержание огромного войска в такой дали, оказавшегося в итоге ненужным, ложилось тяжким бременем на казну, а в Халхе, в которой было мобилизовано огромное количество мужчин, начинало зреть народное недовольство. Лишь в важнейших пунктах Халхи и Джунгарии были оставлены небольшие гарнизоны.

## Восстание Амурсаны
Амурсана рассчитывал с цинской помощью стать всеойратским ханом, но оказался обманутым. В сентябре 1755 года он находился на западной границе Халхи, куда доставил пленённого Даваци. Имея при себе небольшой отряд ойратских воинов, действуя в сговоре с некоторыми халхаскими военачальниками, Амурсана напал на маньчжурские войска, охранявшие границу, разбил их и бежал в Джунгарию. Маньчжурское командование отправило вдогонку большой отряд, но погоня вернулась, не поймав беглеца.
Побег Амурсаны вызвал переполох в Пекине. Демобилизованных воинов начали срочно возвращать в армию. Между тем Амурсана использовал зиму 1755—1756 годов для реорганизации своих сил. Он призвал всех ойратских князей изгнать завоевателей и восстановить независимое Джунгарское ханство. На призыв откликнулись не все: бывшие сторонники Даваци опасались мести Амурсаны, некоторые феодалы считали унизительным для себя подчиниться человеку низкого происхождения. Сторонники Амурсаны провозгласили его ханом, но вскоре в их стане начались раздоры, вооружённые столкновения, и потерпевший поражение Амурсана был вынужден вернуться на реку Или и начать собирать войска вновь. Узнав о приближении большой маньчжурской армии, Амурсана оставил Джунгарию и в начале лета 1756 года бежал к казахам.
Наводнившие Джунгарию цинские войска, не имея перед собой организованного противника, приступили к поголовному истреблению ойратского населения. В июле 1756 года двухтысячный цинский отряд вступил в пределы России и, разыскивая Амурсану, подошел к Колыванскому заводу, под стенами которого укрывались ойратские беженцы.
25 октября того же года ещё более многочисленный отряд маньчжурских воинов подошел к Усть-Каменогорской крепости, желая увести с собой находившихся здесь урянхайцев, бывших подданных ойратского хана. Узнав, что Амурсана скрывается в кочевьях Аблай-султана, отряд направился в Средний жуз. В августе 1756 года произошло сражение между ополчением хана Аблая и войсками цинского императора, закончившееся поражением казахов, начавших отступление к русским укрепленным линиям. Казахские правители обратились к русским властям с просьбой о защите от преследовавших их маньчжурских войск.

## Позиция России
Правительство России оказалось в затруднительном положении. Располагая в этом районе малыми военными силами, оно столкнулось с прямой угрозой распространения цинской экспансии за пределы Джунгарии, на территории Восточного Туркестана, Казахстана и Средней Азии. А тем временем к российским границам шли и шли ойратские беженцы, спасавшиеся от цинских войск. Рядом указов Петербург решил проводить прежнюю политику невмешательства во внутреннюю борьбу в Ойратском ханстве. Учитывая особенности момента, царское правительство предложило местным властям принимать ойратских беженцев, давать им убежище и разрешить им кочевать, где пожелают, стремясь к тому, чтобы цинские власти оставили их в покое. Возможные претензии цинских властей следовало отводить, ссылаясь на то, что ойраты не являются подданными цинского императора, и разъясняя, что Россия не вмешивалась и не вмешивается во внутренние дела Джунгарского ханства и что цинскому правительству также не следовало бы в них вмешиваться, тем более что в 1731 году его послы в Петербурге сами говорили об отсутствии у императора возражений против приема Россией беженцев из Джунгарии и даже предлагали передать России часть ойратской территории. Руководствуясь этими указаниями, русские пограничные власти стали принимать ойратских беженцев, поток которых не прекращался вплоть до 1758 года.

## Восстание в Халхе
Восстание Амурсаны и возобновление военных действий в Джунгарии вызвали в Халхе новую волну мобилизаций, реквизиций и поборов. Местные маньчжурские гражданские и военные власти, подхлестываемые разгневанным императором, стали безвозмездно отбирать у населения Халхи последних лошадей и остатки скота. Дело дошло до того, что на тракте Кяхта — Урга почтовые станции были оставлены без сменных лошадей, так что проезжавшие по тракту чиновники, купцы, дипломатические курьеры не имели возможности заменить уставших лошадей свежими, которые по закону и обычаю всегда должны были находиться в достаточном числе на станциях. К военным поборам прибавилось стихийное бедствие — неблагоприятная зима 1755—1756 годов, сопровождавшаяся сильными морозами и глубокими снегами, вызвавшими массовый падёж скота. В стране свирепствовала эпидемия оспы. В этих условиях антиманьчжурское движение, утихшее было с лета 1755 года, вспыхнуло с новой силой. Брожение усиливали слухи о том, что император насильно удерживает у себя главу буддийской церкви Халхи — Богдо-гэгэна.
Маньчжурский император заставил Богдо-гэгэна присутствовать при казни его брата Эрэнчин-Доржи, которого цинские власти винили в побеге Амурсаны. Несмотря на неоднократные и настойчивые просьбы Богдо-гэгэна помиловать брата, тот был в апреле 1755 года повешен в Пекине. Богдо-гэгэн был отпущен только тогда, когда последний дал понять, что длительное его отсутствие может толкнуть халхаский народ на крайние меры. Летом 1756 года Богдо-гэгэн и Тушэту-хан прибыли в Ургу, куда привезли и труп казненного, преданный здесь сожжению.
Халхаский военачальник Чингунжав, возмущенный казнью халхаского главнокомандующего Эрэнчин-Доржи, поднял восстание, снял с фронта подчиненные ему войска и вместе с ними вернулся в Халху, в район озера Хубсугул, где располагалось его родовое владение, откуда стал слать гонцов к халхаским князьям, связался с ойратами и с вернувшимся в Джунгарию Амурсаной. Восстание Чингунжава получило широкий отклик во всей Монголии. Халхаские князья, через владения которых пролегали коммуникации в Джунгарию, бросали посты, почтовые станции и откочевывали в отдаленные районы, вне пределов досягаемости цинских властей. Это серьёзно ухудшило службу связи и снабжения цинских войск, действовавших в Ойратском ханстве. Не доверяя халхаским князьям и опасаясь дальнейшего ухудшения своего положения в Монголии, пекинское правительство вывело из Джунгарии все халхаские войска и вернуло их в Халху.
17 января 1757 года цинским властям удалось захватить Чингунжава и увезти его в Пекин. Разыскав его двух скрывавшихся сыновей, они также увезли их в Пекин. 12 июня 1757 года Чингунжав с сыновьями были казнены. За третьим сыном Чингунжава, которому было всего семь лет и который находился у своих родственников на северо-западе Халхи, были посланы специальные агенты с поручением убить ребёнка на месте. Были пойманы, увезены в Пекин и там казнены многие другие участники восстания, а также их жены и дети. Сорок менее активных повстанцев были казнены публично в самой Урге.

## Новые действия Амурсаны

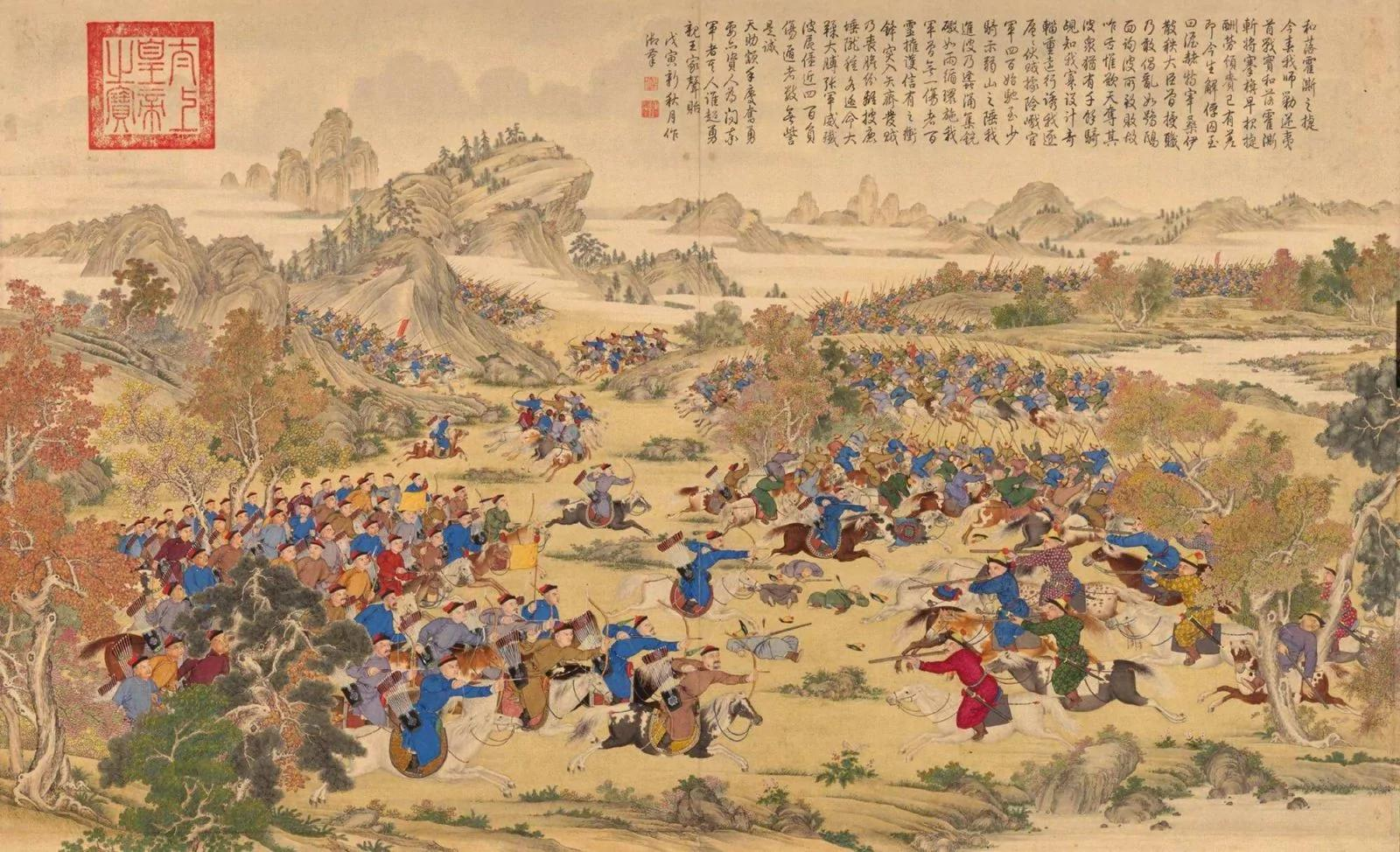
Битва Амурсаны с маньчжурами при Хоргосе

В конце осени 1756 года Амурсана после пятимесячного пребывания у Аблай-султана вновь появился в Джунгарии. Зиму 1756—1757 годов он провел в горах Тарбагатая, сколачивая новые силы для борьбы против цинского господства. В 1757 году Амурсана обратился за помощью к российскому правительству, и получил ответ, что переход Амурсаны в российское подданство на предложенных им условиях неприемлем, но российские власти могут гарантировать убежище лично Амурсане с небольшой свитой.
С наступлением весны 1757 года Амурсана с отрядом своих сторонников направился на восток, к халхаско-ойратской границе, рассчитывая здесь объединиться с Чингунжавом, так как не знал ещё о его гибели. Узнав о трагическом конце Чингунжава, Амурсана напал на гарнизон цинских войск в Баркуле и уничтожил его. Весной и летом 1757 года в горах Тарбагатая и в долине реки Или отряды ойратов общей численностью в 10 тысяч воинов, руководимые Амурсаной и его единомышленниками, развернули активные операции против цинской армии. Несмотря на героические действия, эти отряды не могли противостоять многократно превышавшей их численностью и оснащением цинской армии, отразившей натиск повстанческих отрядов и перешедшей в новое наступление. Ойраты терпели поражение, всех попадавших в плен каратели беспощадно истребляли.
Амурсана, потерпев ряд поражений, 28 июля 1757 года явился в Семипалатинск, прося убежища. Он был принят местным командованием, через два дня доставлен в Ямышево, где выяснилось, что он болен оспой. В Ямышевской крепости ему оказали медицинскую помощь, а 31 июля отослали в Тобольск, куда он прибыл 20 августа. 22 августа в беседе с вице-губернатором Сибири Грабленовым Амурсана сообщил, что решил бежать в пределы России по примеру других ойратских князей. Амурсану поселили в окрестностях Тобольска, где он жил в полном довольстве, однако 15 сентября 1757 года Амурсана вновь заболел оспой и через шесть дней умер.
Когда пришло официальное извещение, что Амурсана задержан российскими властями и, находясь в заключении, умер от оспы, пекинское правительство потребовало выдачи трупа. Отклонив это требование, царское правительство 1 ноября 1757 года предложило сибирскому губернатору отправить труп Амурсаны на границу, в Кяхту, куда и пригласить представителей цинской администрации, чтобы они могли удостовериться в его смерти. 13 марта 1758 года в Кяхту прибыли представители цинских властей, которым была дана возможность убедиться в том, что Амурсана действительно мертв.
Истребительная война в Джунгарии закончилась лишь в 1759 году, когда цинским войскам удалось ликвидировать последний очаг освободительной борьбы ойратов в горах Юлдуса.

## Итоги
Джунгарское ханство было полностью уничтожено. Из народа, численность которого составляла не менее 600 тысяч человек, выжило около 10-30 %. Из них один сборный улус — около десяти тысяч кибиток (семей) джунгар, под руководством нойона Шеаренга с тяжёлыми боями пробился и вышел на Волгу в Калмыцкое ханство. Остатки некоторых улусов джунгар пробились в Афганистан, Бадахшан, Бухару, были приняты на военную службу тамошними правителями и впоследствии приняли ислам.